# Municipio de Wood River (Illinois)
El municipio de Wood River (en inglés: Wood River Township) es un municipio ubicado en el condado de Madison en el estado estadounidense de Illinois. En el año 2010 tenía una población de 31537 habitantes y una densidad poblacional de 464,43 personas por km².

## Geografía
El municipio de Wood River se encuentra ubicado en las coordenadas 38°52′35″N 90°4′55″O / 38.87639, -90.08194. Según la Oficina del Censo de los Estados Unidos, el municipio tiene una superficie total de 67.9 km², de la cual 64.34 km² corresponden a tierra firme y (5.25%) 3.56 km² es agua.

## Demografía
Según el censo de 2010, había 31537 personas residiendo en el municipio de Wood River. La densidad de población era de 464,43 hab./km². De los 31537 habitantes, el municipio de Wood River estaba compuesto por el 96.55% blancos, el 1.07% eran afroamericanos, el 0.22% eran amerindios, el 0.42% eran asiáticos, el 0.05% eran isleños del Pacífico, el 0.42% eran de otras razas y el 1.27% pertenecían a dos o más razas. Del total de la población el 1.66% eran hispanos o latinos de cualquier raza.